# Funktionsregler

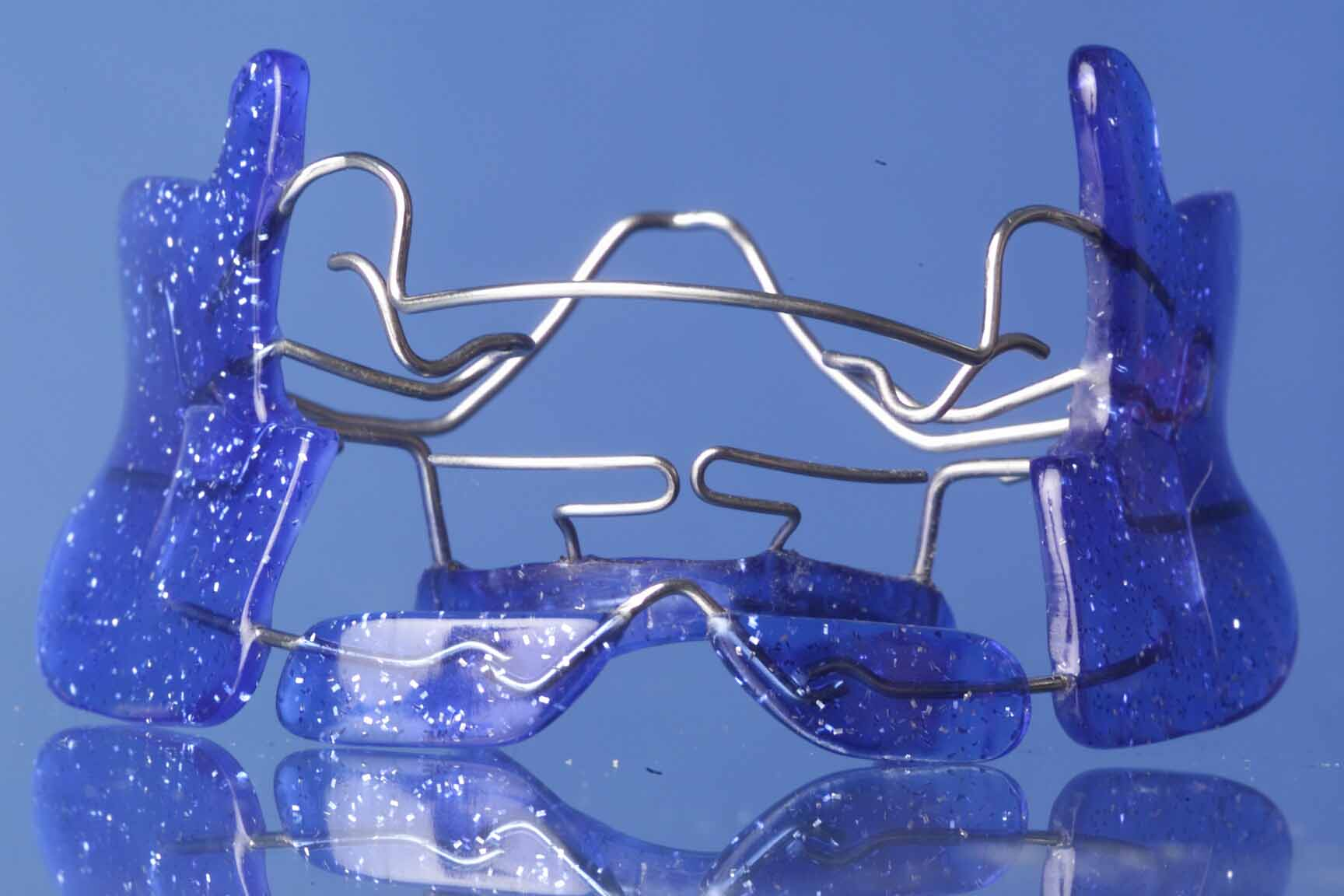
Funktionsregler I nach Fränkel

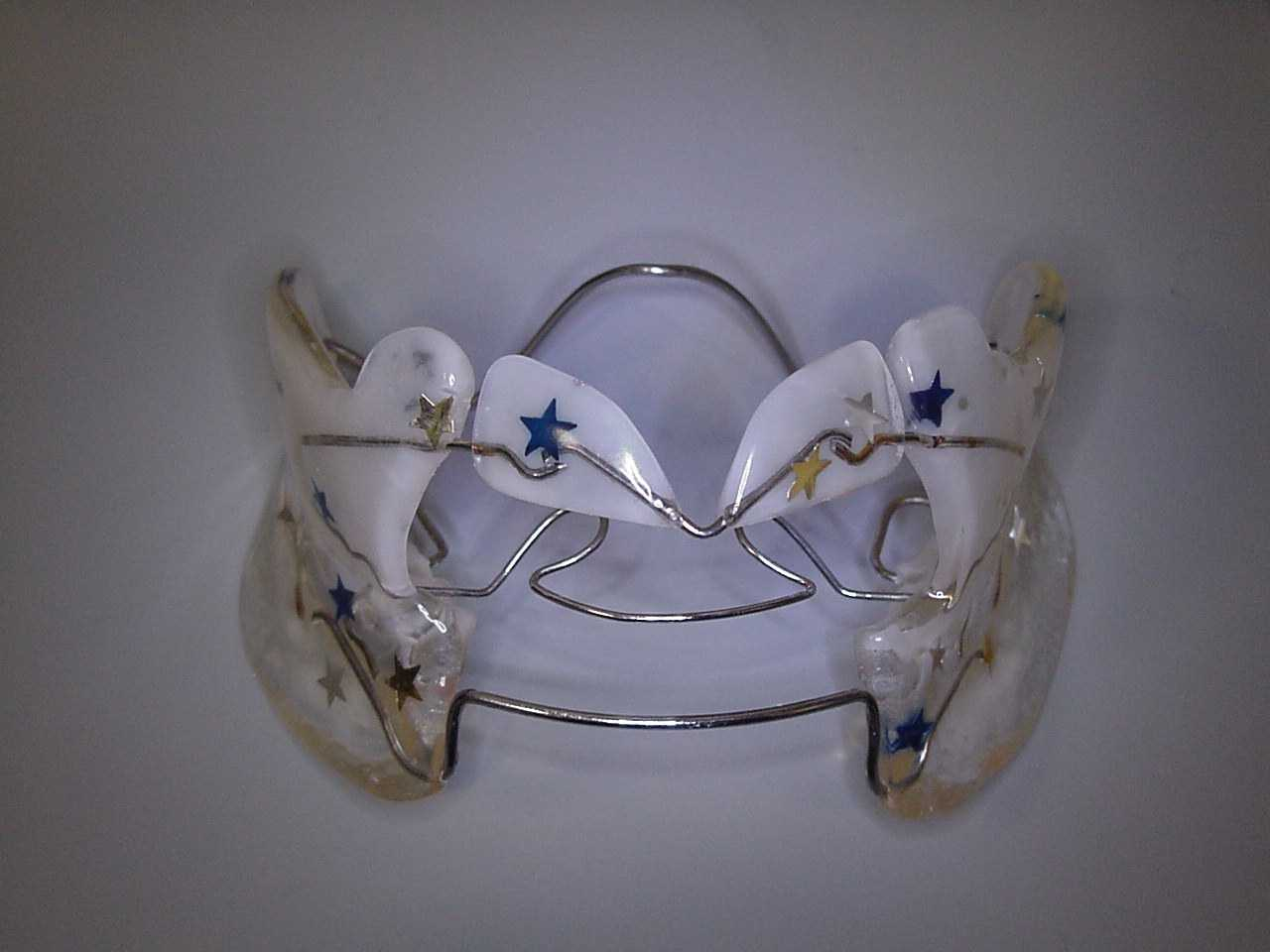
Funktionsregler III nach Fränkel

Als Funktionsregler wird ein herausnehmbares funktionskieferorthopädisches Gerät nach Rolf Fränkel bezeichnet, das zur Behandlung von Wachstums- und Lageanomalien beider Kiefer eingesetzt wird. 
Durch ausgedehnte Kunststoffflächen im Wangen- und Lippenbereich (Mundvorhof) geraten die Muskeln vor allem bei Aktivität gezielt unter Zugspannung. Über die Spannung der Weichteile wird ein Zug auf die Schleimhaut und die darunter liegende Knochenhaut ausgeübt. Dadurch wird Knochenwachstum zielgerichtet angeregt.
Zur Behandlung der verschiedenen Fehlstellungen hat Fränkel unterschiedliche Geräte entwickelt.
Mit den Funktionsreglern der Typen 1 und 2 werden vor allem Probleme mit Unterkieferrücklagen angegangen.
Der Typ 3 ist für die Behandlung der Progenie vorgesehen. Hierbei wird vor allem das Knochenwachstum im Oberkiefer bzw. im Mittelgesicht angeregt.
Funktionsregler erzielen eine physiologische Wirkung. Da diese auf dem natürlichen Wachstum beruht, ist die Dauer der Behandlung mit Funktionsreglern meist länger als mit rein mechanisch wirkenden Geräten. Die Wirkung auf den Schädelknochen erzeugt jedoch weit weniger Spannung in den knöchernen Strukturen. Die Stabilität der Ergebnisse ist dadurch langfristig gesichert. Bei frühzeitigem Beginn (ca. 6. bis 7. Lebensjahr) werden die Geräte von den Patienten meist überwiegend akzeptiert, da das Sprechen nur gering beeinflusst wird. Mit eingesetztem Funktionsregler ist auch eine begleitende Logopädie möglich.
Professor Fränkel hat sich gegen die Bezeichnung „Fränkelgeräte“ gewehrt, weil der Begriff des Funktionsreglers die Wirkungsweise dieser Geräte treffender beschreibt.